# Blu di bromotimolo
Il blu di bromotimolo è un composto organico dalle deboli proprietà acide. Si presenta in soluzione concentrata di etanolo come un liquido di colore giallo-arancio. 
Nella sua forma normale (acida) è di colore giallo, mentre la sua base coniugata è blu; per questa differenza di colore tra le due forme il blu di bromotimolo è usato come indicatore di pH.
Ha un intervallo di viraggio compreso tra pH 6,0 e pH 7,6.